# 仙田賢太郎

宮田  大煇（みやた はるき）旧芸名・仙田賢太郎（せんだ けんたろう）仙田 賢佐（せんだ  けんすけ）本名・宮田 大輝（みやた ひろき）。1984年9月17日 - ）は、鹿児島県鹿児島市出身の日本の日本舞踊家。
血液型はB型。身長170cm。体重52kg。
特技はダンス、水泳。
趣味は映画鑑賞（特に洋画）。
日本舞踊仙田流所属。
平成26年、旧芸名 「仙田賢太郎」より「仙田賢佐」へ改名。

## 人物・来歴
鹿児島大学教育学部附属中学校を卒業後、堀越高等学校総合TRAITコースへ入学。
同高校卒業後、國學院大學神道文化学部へ入学、平成18年卒業。

## 出演作品
平成12年　長唄「松の緑」国立劇場小劇場(東京)
平成13年　長唄「常盤の庭」国立劇場小劇場(東京)
平成14年　長唄「藤娘」国立劇場小劇場(東京)
平成16年　長唄「手習子」国立劇場小劇場(東京)
平成17年　家元・仙田容子より「仙田賢太郎」の名前を許される。
平成18年　報知新聞・華扇会　清元「清海波」国立劇場大劇場(東京)
清元「幻お七」国立劇場小劇場(東京)
平成19年　報知新聞・華扇会　長唄「君が代松竹梅」国立劇場大劇場(東京)
平成21年　報知新聞・華扇会　清元「梅の栄」国立劇場大劇場(東京)
平成22年　鹿児島舞踊協会公演　長唄「鷺娘」宝山ホール(鹿児島)
平成26年　∞座公演　長唄「正札附」舞鶴役　少年科学文化会館(福岡)
∞座公演　長唄「三番叟」千歳役　大濠公園能楽堂(福岡)
∞座公演　長唄「冥土の廓」嘉穂劇場(飯塚)
鹿児島舞踊協会公演　長唄「新曲浦島」宝山ホール(鹿児島)
【自主公演やゲスト参加公演】
平成21年　第一回　新春を寿ぐ踊初め会　長唄「松の緑」城山観光ホテル
平成22年　第二回　新春を寿ぐ踊初め会　義太夫「万歳」城山観光ホテル
第壱回　鹿兒島藝術事變　清元「清海波」城山観光ホテル
平成23年　第三回　新春を寿ぐ踊初め会　常磐津「菊の栄」城山観光ホテル
第弐回　鹿兒島藝術事變　長唄「浦島」城山観光ホテル
平成24年　第四回　新春を寿ぐ踊初め会　清元「梅の栄」城山観光ホテル
第参回　鹿児島藝術事変　長唄「浅妻船」城山観光ホテル
平成25年   第五回　新春を寿ぐ踊初め会　長唄「島の千歳」城山観光ホテル
第肆回　鹿兒島藝術事變　常磐津「山姥」城山観光ホテル
薩摩琵琶「焔-ほむら-」　同会場
杵屋弥佶主宰「音　今昔物語」黎明館講堂
平成26年　第六回　新春を寿ぐ踊初め会　荻江節「鐘の岬」城山観光ホテル
UncleGs Project「さくら舞う」大濠公園能楽堂(福岡)
第一回　新春を寿ぐ踊初め会　東京 清元「北州」東京新宿文化センター
第伍回　鹿兒島藝術事變　清元「清海波」黎明館講堂
【“宮田大輝”名義での出演】
[舞台] 
平成25年　寺山修二没30年記念認定事業「毛皮のマリー」中野・中野ザポケット　遊女の亡霊役
平成28年　劇団岸野組公演「ああ、強情」下北沢・本多劇場　淡雪役
[TV]
平成25年　鹿児島KTS　ナマ・イキVOICE「ひこぼしに会いたい2013」
[ラジオ]
平成25年　MBCラジオ「海童がいく」
FMさつま　「Museca♪Style」
平成27年　FMぎんが　「Museca♪Style」
平成28年　FM鹿児島　「渡る世間なよんごひんご」
FM鹿児島　「Sea Side Zombie」